# Slavko Janjušević
Slavko Janjušević, slovenski veslač, * 7. maj 1941, Nikšić, Črna Gora, † 6. oktober 2007, Bled.
Janjušević je za Jugoslavijo nastopil na Poletnih olimpijskih igrah 1964 v Tokiu, kjer je izpadel v prvem krogu v dvojcu s krmarjem.